# Liposarcoma
El liposarcoma és un càncer poc comú d'origen mesodèrmic, derivat dels adipòcits presents en el teixit tou corporal; com ara el de l'esòfag, la regió retroperitonial o la fossa poplítia de la part posterior del genoll. Aquest tumor té un creixement lent i no acostuma a provocar dolor intens fins que està en una fase avançada, un fet que dificulta el seu diagnòstic precoç. Molt poques vegades es veuen en nens. Representen a prop del 2 per cent de tots els sarcomes de teixits tous infantils i, per regla general, el seu pronòstic no és bo. Segons la seva morfologia histopatològica els liposarcomes poden ser de tipus mixoide, pleomòrfic, ben diferenciat i desdiferenciat. Poden arribar a ser molt grans, sobretot quan es localitzen dins de l'abdomen. De vegades, alguns dels liposarcomes gegants ubicats al retroperitoneu provoquen una oclusió intestinal. És un fet gairebé insòlit que els liposarcomes retroperitonials superin els trenta centímetres de diàmetre màxim. Excepcionalment, aquest càncer apareix en la vesícula biliar, la laringe, l'hipofaringe, la cavitat oral, la pleura, el ronyó, el mesenteri del jejú, l'estómac, el mediastí, l'escrot, el cordó espermàtic, la fossa isquiorectal, l'àrea perianal, la vagina o en la mama. Són uns dels sarcomes de parts toves que es diagnostiquen amb major freqüència, especialment els de tipus ben diferenciat. Les variants mixta i fibroblàstica es veuen escasses vegades. El liposarcoma mixoide sol tenir diversos satèl·lits tumorals més petits que s'estenen en profunditat més enllà dels límits principals de la neoplàsia. Requereix una resecció quirúrgica acurada i, eventualment, radioteràpia preoperatòria. Els liposarcomes ben diferenciats tenen una taxa de supervivència a cinc anys del 100 per cent i molts dels mixoides de fins un 88 per cent. La dels desdiferenciats és aproximadament del 50 per cent. La pleomòrfica és la forma més rara (aproximadament un 5 per cent de tots els casos), agressiva, amb major nombre d'aberracions moleculars i més difícil de tractar d'aquesta mena de càncers. Més de la meitat dels pacients que la pateixen desenvolupen metàstasis, predominantment en el pulmó, i la seva supervivència general és molt baixa.